# 元朗公立中學
元朗公立中學（英語：Yuen Long Public Secondary School；簡稱YLPSS、元中），位於新界元朗，是香港一所官立英文中學，是新界区最早成立的中學，由元朗鄉紳在1945年開始籌建，後來鄉紳將學校管理權悉於政府，列為官立學校。新界鄉議局元朗區中學於1967年創校時，借用元朗公立中學校舍辦學。

## 校政管理
歷任校監
- 葉秀媚 女士

歷任校長
- 鄧友山 先生
- 趙聿修 先生
- 梁秉憲 先生
- 尹耀聲 先生[2]
- 羅宗熊 先生
- 陳冠球 先生
- 陳照奎 先生
- 蔡周炳 先生
- 劉選民 先生
- 蕭燦麟 先生
- 榮德淵 先生
- 趙東成 先生
- 曾登保 先生[3]
- 龍壽鏜 先生
- 何國權 先生
- 鄧欽文 先生
- 倫賴小琴 女士
- 鄧容偉明 女士
- 郭兆輝 先生
- 余國建 先生
- 江碧芝 女士

歷任副校長
- 黃小英 女士
- 呂偉明 先生
- 李靜瑩 女士

## 歷史
元朗鄉紳雖然於1936年已開始集資在該區籌辦中學，但當時因日本侵略香港而擱置。戰後，元朗公立中學才於1946年借用博愛醫院作校舍開辦。
後因學生日眾，校舍不敷使用，元朗鄉紳便發起募捐，後籌得約十萬元港幣興建永久校舍。香港政府亦撥款支持，並提供凹頭官地建校。當時校舍原址便是戰時被日軍炸毀的凹頭警署。學校於1950年啟用後，移交政府管理，成為官立中學。
政府為感謝鄉紳回饋社會，故將校名立為「元朗公立中學」而非「元朗官立中學」，成為唯一名為「公立」的「官立中學」，其校歌歌詞亦云：「主理憑政府，公立表初衷」。
1954年7月，因官立鄉村師範專科學校停辦，此校遂接收鄉師絕大多數教職員。
於1989年，此校遷至水牛嶺元朗公園旁現址，並於2003年完成擴展工程。凹頭原址曾用作天光道官立中學重置校舍完工前，在元朗區開辦班級的臨時校址，其後再改為東華三院馬振玉紀念中學。

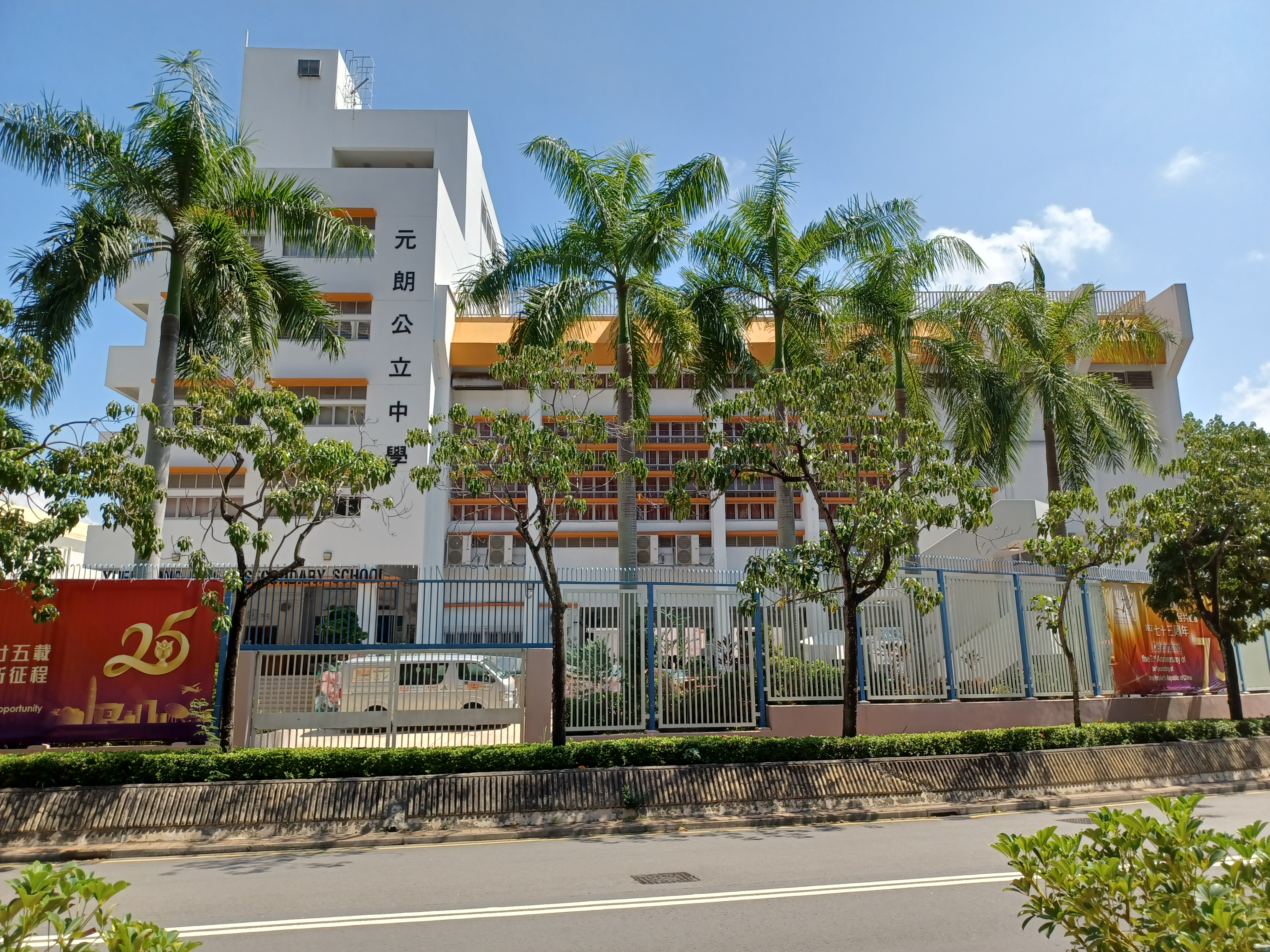
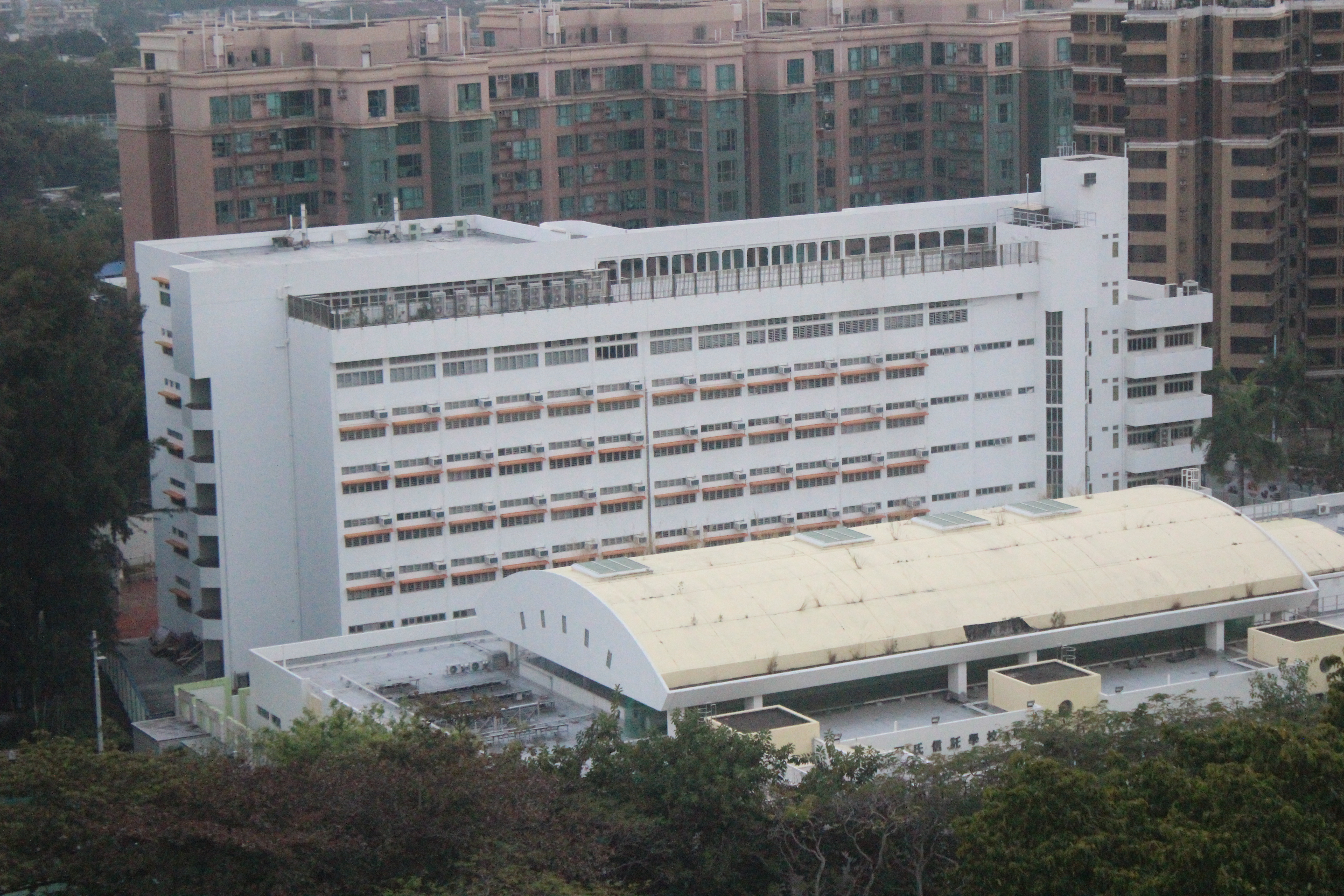

## 著名/傑出校友
- 藍義方：前蘇黎世保險（亞洲）行政總裁（1961年中六）[8][9]
- 黃陳小萍：現任加拿大國會下議院列治文選區國會議員
- 馬寧熙，MBE，JP：前基督教香港信義會元朗信義中學校監及校長
- 甄澤權（Louis Yan）：國際級魔術師
- 汪正平：前香港中文大學工程學院院長
- 鄧青雲：沃爾夫化學獎得主
- 劉永康：香港城市大學電子工程系副教授
- 郭駿傑：香港城市大學化學系助理教授（2007年中七）
- 姜渭榮：前元朗公立中學校友會小學校長
- 香灼璣，SBS，JP：前公民教育委員會主席（1961年中六）[10][註 1]
- 鄧英敏：電視廣播藝員、司儀
- 梁科慶：作家
- 何良懋：前東周刊副總編及香港中文大學新聞與傳播學系與香港浸會大學傳理系兼任講師（1973年中五、1974年中六）[11]
- 王百羽：前元朗區議會天恒選區區議員（2010年中七）
- 鄧兆棠，SBS，JP：醫生、鄉事派政治人物，曾出任元朗區議會主席及立法局/會議員，為此校校友會名譽主席（1959年中五、1960年中六）[12][13]
- 吴俊霆：攀山爱好者
- 徐守滬：嗇色園主席及前教育署高級助理署長（1957年中六）[14]
- 彭洛元：前香港海關訓練學校校長[15]
- 朱柏熹：網絡紅人，小薯茄成員之一
- 陳萬雄，JP：香港聯合出版集團副董事長、第十一屆全國政協委員（中一至中二）

## 外部連結
- 元朗公立中學 （页面存档备份，存于）
- 2017年十八區STEM學校巡禮 （页面存档备份，存于）
- OpenSchool元朗公立中學介紹 （页面存档备份，存于）

22°26′25″N 114°01′05″E / 22.44031°N 114.017996°E